# Mallinella klossi
Mallinella klossi är en spindelart som först beskrevs av Henry Roughton Hogg 1922.  Mallinella klossi ingår i släktet Mallinella och familjen Zodariidae.
Artens utbredningsområde är Vietnam. Inga underarter finns listade i Catalogue of Life.